# Герб Лореша
Ге́рб Ло́реша — офіційний символ міста Лореш, Португалія. Використовується як територіальний герб. У золотому щиті чорний фонтан зі синьо-срібною водою. В пурпурній облямівці вісім зелених гілок, на кожній з яких три золоті помаранчі із зеленим листям. Щит увінчує срібна мурована міська корона з п'ятьма вежами.  Під щитом біла стрічка, на якій великими літерами напис португальською: «Loures» (Лореш).  Офіційно затверджений 4 березня 1995 року. Створений на основі попереднього містечкового герба, ухваленого 20 липня 1955 року. 

## Галерея

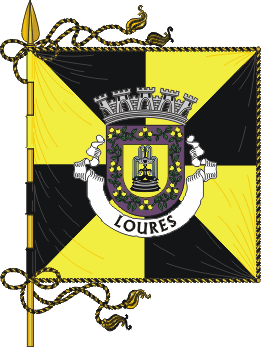
Прапор